# Micropleurotoma
Micropleurotoma is een geslacht van weekdieren uit de klasse van de Gastropoda (slakken).

## Soorten
- Micropleurotoma melvilli (Sykes, 1906)
- Micropleurotoma remota (Powell, 1958)
- Micropleurotoma spirotropoides (Thiele, 1925)
- Micropleurotoma travailleuri Bouchet & Warén, 1980